# Joseph Worsley (voleibolista)
Joseph Worsley (Moraga, 16 de junho de 1997) é um jogador de voleibol norte-americano que atua na posição de levantador.

## Carreira

### Clube
Worsley atuou no voleibol universitário pela Universidade do Havaí de 2016 a 2019. Em 2019, assinou seu primeiro contrato profissional com o VfB Friedrichshafen para atuar na primeira divisão do campeonato alemão. Em outubro do mesmo ano, conquistou o vice-campeonato da Supercopa Alemã.
Na temporada seguinte, foi vice-campeão do Campeonato Alemão de 2020–21, após perder as finais para o Berlin Recycling Volleys.
Em 2021, o levantador se transferiu para o SVG Lüneburg. Defendendo a camisa do clube da cidade de Luneburgo por duas temporadas, Worsley foi vice-campeão da Copa da Alemanha de 2021–22.
Após atuar por cinco anos no voleibol alemão, Worsley se transferiu para o voleibol francês após assinar com o Chaumont Volley-Ball 52.

### Seleção
Worsley foi medalhista de ouro no Campeonato NORCECA Sub-19 de 2014, vencendo a seleção cubana. No ano seguinte, participou do Campeonato Mundial Sub-19 de 2015, onde terminou na sétima colocação, e em 2016, tornou-se campeão do Campeonato NORCECA Sub-21 ao derrotar a seleção cubana na final por 3–1.
Em 2019, com a seleção adulta norte-americana, conquistou o vice-campeonato do Campeonato NORCECA.

## Títulos
Seleção dos Estados Unidos
- Campeonato NORCECA Sub-19: 2014
- Campeonato NORCECA Sub-21: 2016

## Clubes
| Anos      | Clube                   |
| --------- | ----------------------- |
| 2019–2021 | VfB Friedrichshafen     |
| 2021–2023 | SVG Lüneburg            |
| 2023–     | Chaumont Volley-Ball 52 |